# Фюлі
Фюлі (фр. Fully) — громада  в Швейцарії в кантоні Вале, округ Мартіньї.

## Географія
Громада розташована на відстані близько 95 км на південь від Берна, 22 км на південний захід від Сьйона.
Фюлі має площу 37,8 км², з яких на 6,6% дозволяється будівництво (житлове та будівництво доріг), 29,5% використовуються в сільськогосподарських цілях, 28,9% зайнято лісами, 35,1% не є продуктивними (річки, льодовики або гори).

## Демографія
2019 року в громаді мешкало 8731 особа (+13,6% порівняно з 2010 роком), іноземців було 19%. Густота населення становила 231 осіб/км².
За віковим діапазоном населення розподілялося таким чином: 22,4% — особи молодші 20 років, 61,5% — особи у віці 20—64 років, 16,1% — особи у віці 65 років та старші. Було 3745 помешкань (у середньому 2,3 особи в помешканні).
Із загальної кількості 2485 працюючих 751 був зайнятий в первинному секторі, 339 — в обробній промисловості, 1395 — в галузі послуг.